# Glaciazione sturtiana
La glaciazione sturtiana è una glaciazione o una serie di eventi glaciali multipli avvenuti durante il Cryogeniano, quando la Terra andò incontro a una serie di glaciazioni ripetute su grande scala.

## Etimologia
La denominazione della glaciazione è stata data in riferimento al fiume Sturt, che scorre nelle vicinanze della zona collinare delle Bellevue Heights, in Australia Meridionale.

## Cronologia
Le opinioni sulla durata di questi eventi glaciali non sono univoche e variano da 717 a 643 milioni di anni fa. Altri studiosi posizionano gli eventi tra 715 e 680 milioni di anni fa.
Secondo Eyles e Young, "Le rocce di derivazione glaciali sono particolarmente evidenti nella stratigrafia del Neoproterozoico dell'Australia sudorientale e della Cordigliera Nordamericana. Le successioni glaciogeniche Sturtiane (datate a 740 milioni di anni fa) si sovrappongono in discordanza angolare alle rocce del gruppo di Burra." La successione Sturtiana include due importanti sequenze di diamictite-mudstone che rappresentano i cicli di avanzata e ritiro glaciale. Stratigraficamente è correlata con il Rapitan Group del Nord America.
Anche le morene di Reusch, nella Norvegia settentrionale, potrebbero essere state deposte nello stesso periodo.